# نامه‌ها و پیمان‌های سیاسی حضرت محمد (ص) و اسناد صدر اسلام
نامه‌ها و پیمان‌های سیاسی حضرت محمد (ص) و اسناد صدر اسلام کتابی از محمد حمیدالله با ترجمهٔ سید محمد حسینی است که در سال ۱۳۷۴ منتشر و در مراسم کتاب سال جمهوری اسلامی ایران به‌عنوان کتاب برگزیده معرفی شد.